# Ефраин Амескуа
Ефраин Амескуа (шп. Efraín Amezcua; 3. август 1907. — 15. септембра 1970) био је мексички фудбалски везњак који је два пута наступио за мексичку репрезентацију на ФИФА-ином светском првенству 1930. године.